# Makram Khoury
Makram Jamil Khoury (in arabo مكرم خوري‎?, in ebraico מכרם ח'ורי‎?; Gerusalemme, 30 maggio 1945) è un attore palestinese con cittadinanza israeliana.
È attivo sia al cinema che in televisione, ed è stato il primo arabo-israeliano a vincere il Premio Israele, il più importante riconoscimento nel paese occupante.

## Biografia
Khoury è nato nel 1945 da genitori palestinesi cristiani; suo padre era un giudice, mentre sua madre era un'insegnante. Fuggiti in Libano durante la guerra del 1948, ritornarono poi nello Stato d'Israele e si insediarono nella città portuale di Acri. Dopo il liceo, Makram frequentò l'Università Ebraica di Gerusalemme, abbandonando poi gli studi per intraprendere la carriera di attore. Anche i suoi figli, Clara e Jameel, sono diventati attori.

## Filmografia

### Cinema
- Imi Hageneralit (1979)
- Mitahat La'af (1982)
- Michel Ezra Safra U'vanav (1983)
- Kasach (1984)
- Gesher Tzar Me'od (1985)
- Hiuch HaGdi (1986)
- Nozze in Galilea (1987)
- Esh Tzolevet (1989)
- Lahav Hatzui (1992)
- Les Patriotes (1994)
- La storia dei tre gioielli (1995)
- Shvil Hahalav (1997)
- The Body (2001)
- Ha-Mangalistim (2003)
- La sposa siriana (2004)
- Munich (2005)
- Free Zone (2005)
- Il giardino di limoni - Lemon Tree (2008)
- Italians (2009)
- Miral (2010)
- Medicus (Der Medicus), regia di Philipp Stölzl (2013)
- La casa delle estati lontane (2014)
- Il padre (2014)
- Wounded Land (2015)
- Sognare è vivere (A Tale of Love and Darkness), regia di Natalie Portman (2015)
- Laila in Haifa, regia di Amos Gitai (2020)
- La cospirazione del Cairo (Boy from Heaven)', regia di Tarik Saleh (2022)

### Televisione
- West Wing - Tutti gli uomini del Presidente - serie TV (2004)
- Casa Saddam - serie TV (2006)
- Zaguri Imperia - serie TV (2014)
- Homeland - Caccia alla spia - serie TV (2015)

## Doppiatori italiani
- Massimo Lodolo in Lahav Hatzui
- Stefano De Sando in La cospirazione del Cairo